# Nokia 1110

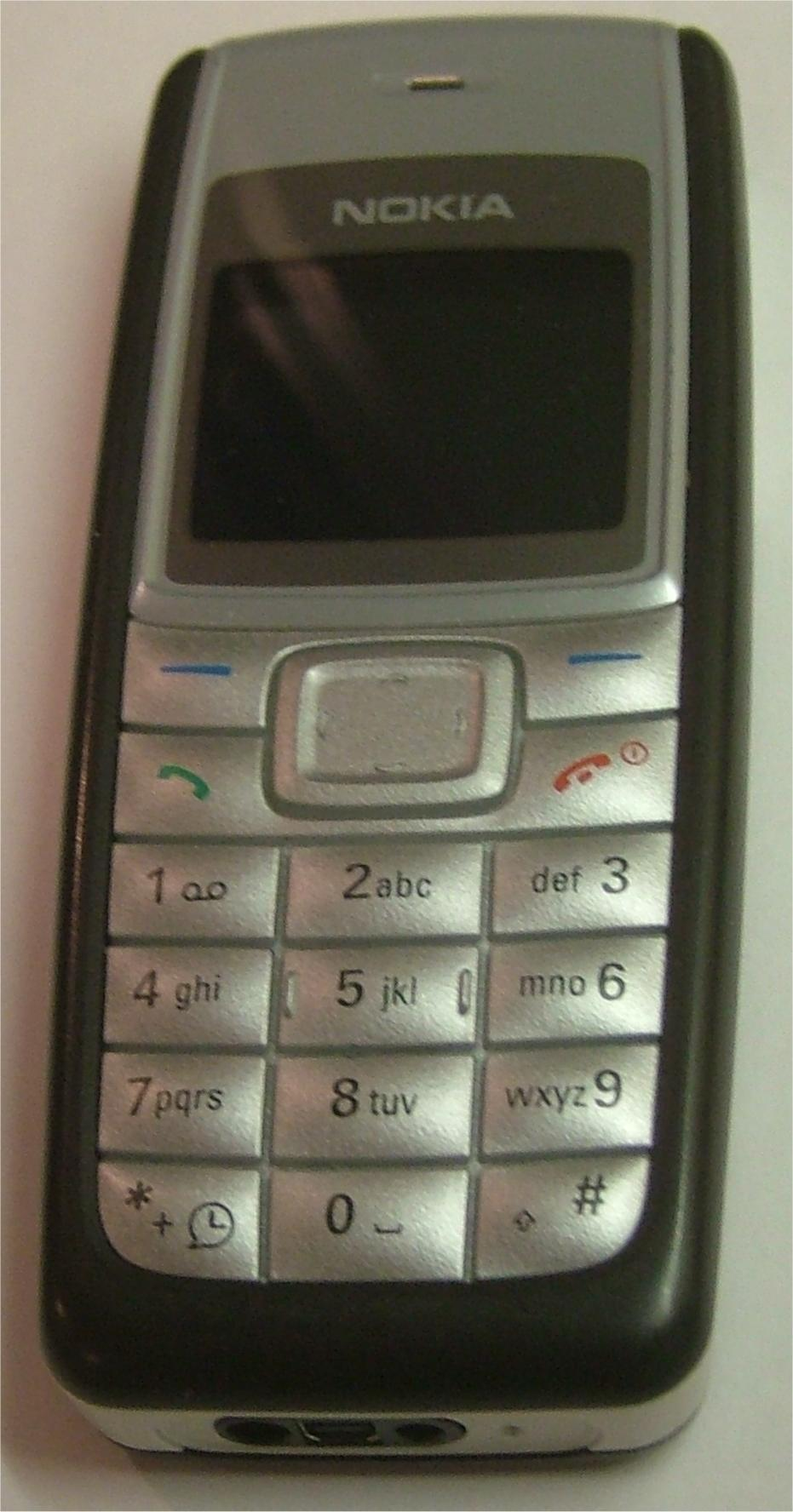
Nokia 1110, modèle le plus vendu de la série 1

Le Nokia 1110, 1110i ou encore 1112 est un téléphone cellulaire d'entrée de gamme créé par Nokia en 2005. 
Le téléphone a attiré de nombreux utilisateurs de GSM à cause de sa simplicité d'emploi, sa petite taille et son prix très bas. Ces trois modèles sont tous quasiment semblables. Il est jusqu'à mai 2009, il reste le modèle de mobile le plus vendu de tous les temps dans le monde avec plus de 250 millions.

## Fonctions
Il a une alarme et une horloge parlante, des répertoires téléphoniques basés sur des icones (famille, amis, …), la possibilité d'y mettre des sonneries MP3 et polyphoniques, une démonstration graphique des fonctions du téléphone accessible avec ou sans carte SIM, une horloge de type analogique, une antenne intégrée, des coques Xpress-on compatibles, des messages avec des petites images monochromes, des petits jeux (Snake Xenzia, Dice Games et Pocket Carrom), une molette quadridirectionnelle, un bouton de suppression rapide des messages et une autonomie de cinq heures en communication.